# هليل الخزاعي
هليل بن حبشية بن سلول بن كعب بن عمرو الخزاعي كان زعيم بني خزاعة الذي زوج ابنته حُبة للزعيم القرشي قصي بن كلاب. ومن هذا الزواج ينحدر النبي محمد.